# Shakugan no Shana (videogioco)
Shakugan no Shana (灼眼のシャナ?) è un videogioco per PlayStation 2 ispirato alla serie di light novel e anime Shakugan no Shana. Il videogioco è stato pubblicato dalla MediaWorks il 23 marzo 2006. Nella versione in prevendita del gioco è stato allegato un libro di dimensioni A4 intitolato Honō (焔?) contenente trentasei pagine di illustrazioni di Noizi Itō. Nel gioco, il giocatore prende il controllo del personaggio di Yuji Sakai. Il videogioco è una visual novel a cui si aggiunge un sistema di combattimento ed elementi tipici dei simulatori di appuntamenti. Le scelte che vengono fatte nel corso del gioco determinano quale dei cinque finali disponibili sarà mostrato alla fine del gioco.
Il videogioco per PlayStation 2 è stato convertito per Nintendo DS e pubblicato il 29 marzo 2007. I preordini del titolo per NDS hanno ricevuto in omaggio col gioco un calendario che copriva da aprile 2007 a marzo 2008 ed una collezione di disegni di Noizi Ito intitolata Tōka (灯火?). La versione per NDS aggiunge rispetto alla versione per PS2 una galleria fotografica, che permette al giocatore di vedere Shana e Yoshida Kazumi in abiti differenti, ed una modalità di gioco che permette al giocatore di combattere utilizzando un altro personaggio oltre Shana.